# Serie B 2020/2021
Soutěžní ročník Serie B 2020/21 je 89. ročník druhé nejvyšší italské fotbalové ligy. Soutěž začala 25. září 2020 a skončila 10. května 2021. Účastnilo se jí 20 týmů; z toho se 13 kvalifikovalo z minulého ročníku, 3 ze Serie A a 4 ze třetí ligy. Nováčci ze třetí ligy jsou: L.R. Vicenza Virtus, AC Monza, Reggina 1914 a AC Reggiana 1919.

## Tabulka
| Poř. | Tým                   | Z  | V  | R  | P  | VG | OG | B  |
| ---- | --------------------- | -- | -- | -- | -- | -- | -- | -- |
| 1.   | Empoli FC             | 38 | 19 | 16 | 3  | 68 | 35 | 73 |
| 2.   | US Salernitana 1919   | 38 | 19 | 12 | 7  | 46 | 34 | 69 |
| 3.   | AC Monza              | 38 | 17 | 13 | 8  | 51 | 33 | 64 |
| 4.   | US Lecce              | 38 | 16 | 14 | 8  | 68 | 47 | 62 |
| 5.   | Benátky FC            | 38 | 15 | 14 | 9  | 53 | 39 | 59 |
| 6.   | AS Cittadella         | 38 | 15 | 12 | 11 | 48 | 35 | 57 |
| 7.   | Brescia Calcio        | 38 | 15 | 11 | 12 | 61 | 53 | 56 |
| 8.   | AC ChievoVerona       | 38 | 14 | 14 | 10 | 50 | 37 | 56 |
| 9.   | S.P.A.L.              | 38 | 14 | 14 | 10 | 44 | 42 | 56 |
| 10.  | Frosinone Calcio      | 38 | 12 | 14 | 12 | 38 | 42 | 50 |
| 11.  | Reggina 1914          | 38 | 12 | 14 | 12 | 42 | 45 | 50 |
| 12.  | L.R. Vicenza Virtus   | 38 | 11 | 15 | 12 | 48 | 53 | 48 |
| 13.  | US Cremonese          | 38 | 12 | 12 | 14 | 46 | 44 | 48 |
| 14.  | AC Pisa 1909          | 38 | 11 | 15 | 12 | 54 | 59 | 48 |
| 15.  | Pordenone Calcio      | 38 | 10 | 15 | 13 | 40 | 39 | 45 |
| 16.  | Ascoli Calcio 1898 FC | 38 | 11 | 11 | 16 | 37 | 48 | 44 |
| 17.  | Cosenza Calcio        | 38 | 6  | 17 | 15 | 29 | 47 | 35 |
| 18.  | AC Reggiana 1919      | 38 | 9  | 7  | 22 | 31 | 57 | 34 |
| 19.  | Delfino Pescara 1936  | 38 | 7  | 11 | 20 | 29 | 60 | 32 |
| 20.  | Virtus Entella        | 38 | 4  | 11 | 23 | 30 | 64 | 23 |

|  | Přímý postup do Serie A 2021/22 |
|  | Play off                        |
|  | Přímý sestup do Serie C 2021/22 |

## Play off
Boj o postupující místo do Serie A.

### Předkolo
Benátky FC - AC ChievoVerona 3:2 v prodl. 

AS Cittadella - Brescia Calcio 1:0

### Semifinále
AS Cittadella - AC Monza 3:0, 0:2 

Benátky FC - US Lecce 1:0, 1:1

### Finále
AS Cittadella - Benátky FC 0:1, 1:1
Poslední místo pro postup do Serie A 2021/22 vyhrál tým Benátky FC.

## Play out
Se nehrálo, protože mezi kluby Ascolim a Cosenzou byl rozdíl více než čtyři body a proto klub Cosenza Calcio byl sesazen přímo do Serie C.

## Střelecká listina
| P. | Nár                 | Hráč                | Tým                      | Branky |
| -- | ------------------- | ------------------- | ------------------------ | ------ |
| 1. | Itálie              | Massimo Coda        | US Lecce                 | 22     |
| 2. | Itálie              | Leonardo Mancuso    | Empoli FC                | 20     |
| 3. | Francie             | Florian Ayé         | Brescia Calcio           | 16     |
| 4. | Itálie              | Francesco Forte     | Benátky FC               | 14     |
| 5. | Itálie              | Michele Marconi     | AC Pisa 1909             | 13     |
| 5. | Itálie              | Gennaro Tutino      | US Salernitana 1919      | 13     |
| 7. | Bosna a Hercegovina | Riad Bajić          | Ascoli Calcio 1898 FC    | 12     |
| 8. | Itálie              | Andrea La Mantia    | Empoli FC                | 11     |
| 8. | Itálie              | Riccardo Meggiorini | L.R. Vicenza             | 11     |
| 8. | Itálie              | Daniel Ciofani      | US Cremonese             | 11     |
| 8. | USA                 | Andrija Novakovich  | Frosinone Calcio         | 11     |
| 8. | Itálie              | Mattia Valoti       | S.P.A.L.                 | 11     |
| 8. | Itálie              | Davide Diaw         | Pordenone (10) Monza (1) | 11     |